# Route nationale 389
Die Route nationale 389, kurz N 389 oder RN 389 war von 1933 bis 1973 eine französische Nationalstraße, die von Vireux-Molhain zur N388 7 Kilometer nördlich von Charleville-Mézières verlief. Ihre Länge betrug 38 Kilometer. 1991 wurde die Nummer erneut für den Boulevard Jacques Bingen in Clermont-Ferrand als Seitenast der N89 vergeben. 2006 erfolgte die Herabstufung zur D771.